# Ford Escape Hybrid
Ford Escape Hybrid — гибридный компактный кроссовер, выпускавшийся в 2004—2012 в США автомобилестроительной компанией Ford. Европейский вариант автомобиля — Ford Maverick.
На Ford Escape Hybrid использовалась гибридная система (бензиновый двигатель 133 л.с., работающий по циклу Аткинсона, и синхронный электродвигатель 95 л.с. с никель-металл-гидридными аккумуляторами 330 вольт).  Двигатели используются как вместе, так и по отдельности. Выбор источника тяги осуществляет электроника. Во время разгона работают оба двигателя.
Ford Escape Hybrid является первым в США автомобилем с гибридным двигателем, производство которого продолжалось восемь лет и завершилось после выпуска более 122 тысяч машин. Максимальное количество автомобилей 20 961 было продано в 2007 году. В 2012 году новая модель Ford Escape получила настолько экономичный бензиновый двигатель, что от гибридной установки было решено отказаться. Вместо Escape в 2012 году её получила новая модель Ford C-Max.
Параллельно с Escape Hybrid аналогичную модель выпускали фордовские дочерние фирмы Mercury и Mazda — гибридные внедорожники Mariner Hybrid и Tribute HEV (HEV — Hybrid Electric Vehicle), первый был копией Escape с незначительными, в основном в некоторых деталях отделки, отличиями, второй — совместной разработкой конструкторов «Форда» и «Мазды».
С 2005 года по инициативе городских властей Нью-Йорка Ford Escape Hybrid был широко использован как городское такси. По сравнению с другими марками, автомобиль оказался более экологичным и экономичным, что подтвердилось и положительно сказалось осенью 2012 года, после урагана Сэнди, вызвавшего значительные трудности в снабжении автотранспорта топливом.

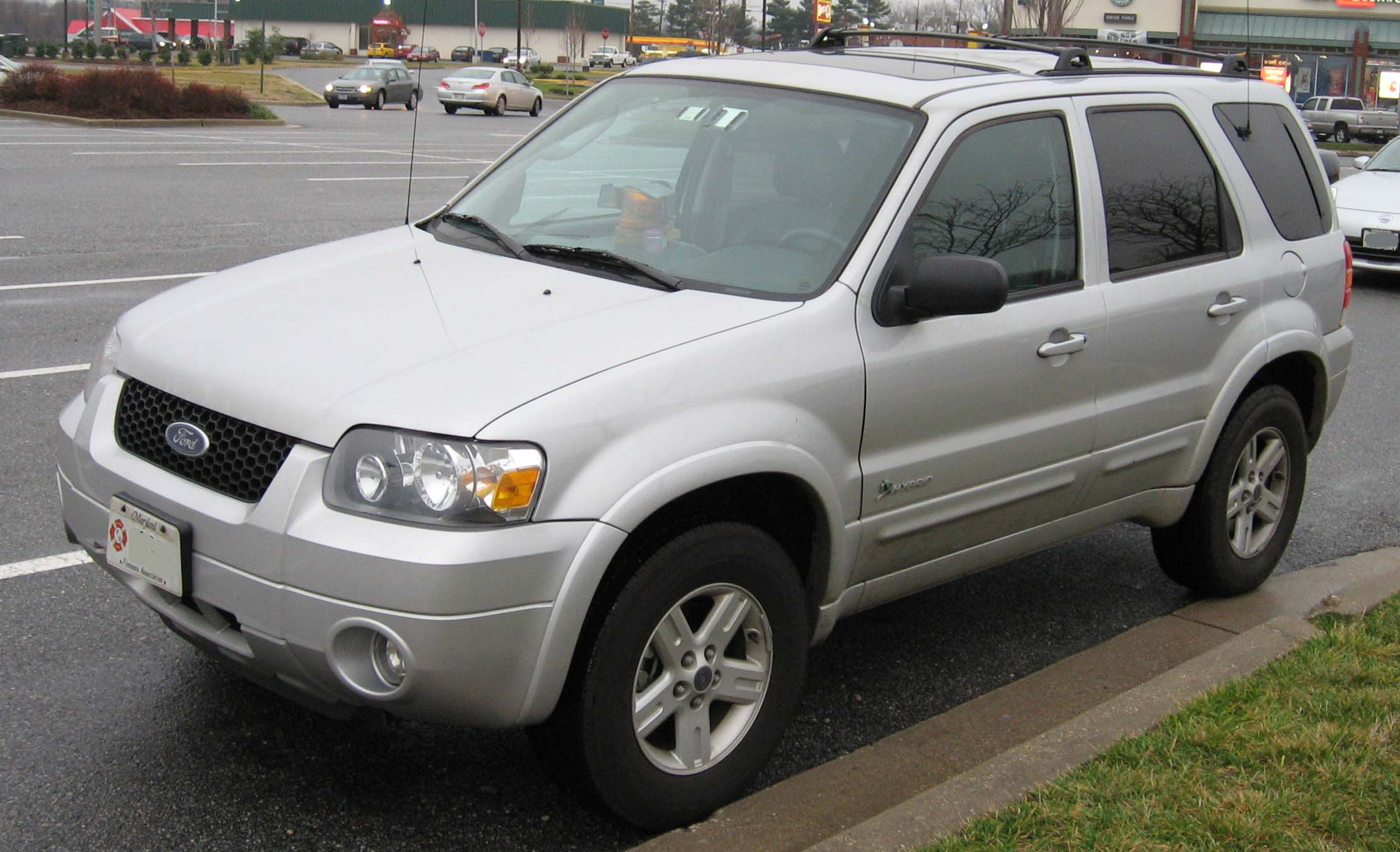
Ford Escape
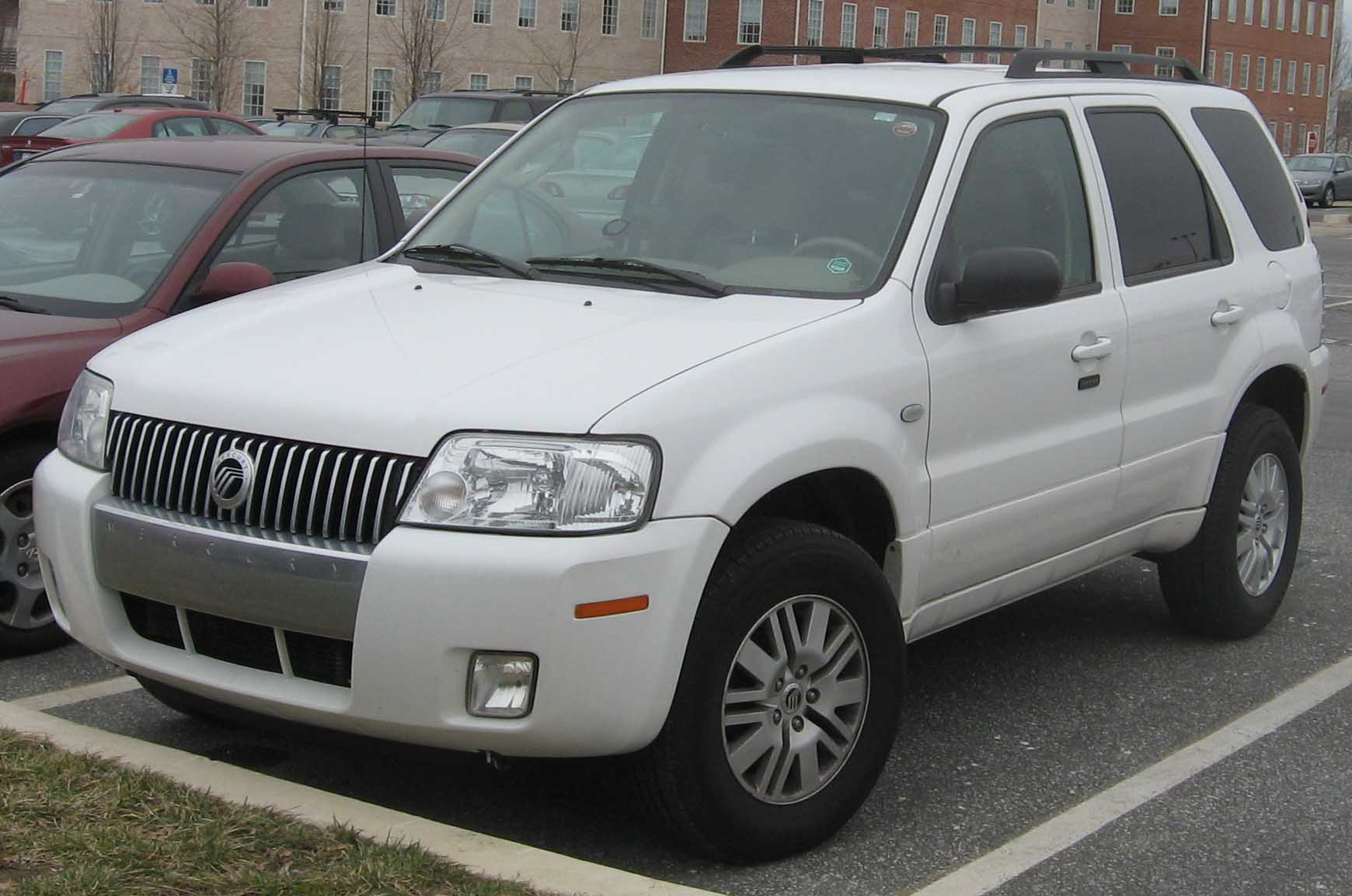
Mercury Mariner
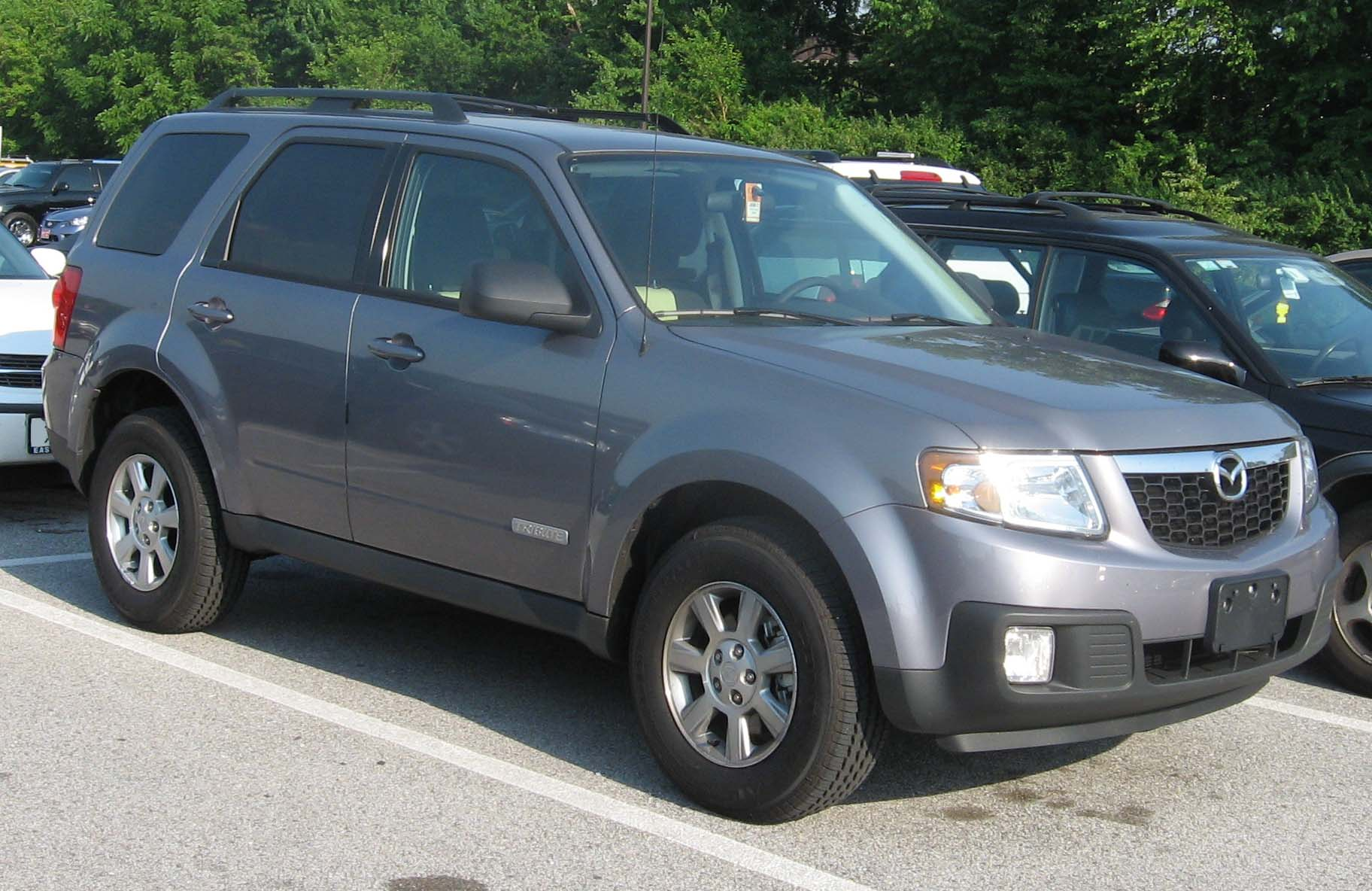
Mazda Tribute